# Erigaisi Arjun
Erigaisi Arjun (* 3. September 2003 in Karimnagar, Indien) ist ein indischer Schachspieler.

## Schachkarriere
Erigaisi Arjun gewann bei der asiatischen Jugendmeisterschaft 2015 in Südkorea eine Silbermedaille. Bei der Asiatischen U14-Meisterschaft 2017 gewann er eine Goldmedaille.
Im August 2018 wurde ihm im Alter von 14 Jahren, elf Monaten und 13 Tagen beim 89. FIDE-Kongress in Batumi, Georgien der Großmeistertitel verliehen. Er ist der erste Großmeister aus Hanumakonda, Warangal, im Bundesstaat Telangana, und der 54. Großmeister aus Indien.
Bei der U16-Schacholympiade 2018 in Konya (Türkei) erzielte er 7 von 9 möglichen Punkten, siegte dabei gegen Nodirbek Abdusattorov und Andrei Jessipenko, und spielte Remis gegen Alireza Firouzja; damit erreichte er eine Turnier-Leistung von 2678 Elo.
2019 gewann er die Commonwealth-Meisterschaft in der Kategorie U16 mit 6,5 von 9 Punkten. Beim Bieler Schachfestival 2019 erreichte er den ersten Platz mit einem Ergebnis von 11 aus 13 Punkten. Im Dezember 2019 erreichte Erigaisi Arjun den zweiten Platz beim Sunway Sitges International Chess Festival in Spanien.
Im Juni 2021 qualifizierte er sich für das Goldmoney Asian Rapid, das siebte Turnier der Champions Chess Tour 2021, und schied erst im Viertelfinale gegen Lewon Aronjan aus. 2022 gewann er die Challenger-Gruppe des Tata-Steel-Schachturniers mit 10,5/13 Punkten und die indische Landesmeisterschaft mit 8,5 Punkten aus 11 Partien nach Wertung vor den punktgleichen D. Gukesh und P. Iniyan.
Nachdem er im September 2022 die Elo-Marke von 2700 überschritt, gelang es ihm im April 2024 mit einer Elo-Zahl von 2756, Viswanathan Anand in der Weltrangliste zu überholen. Erigaisi stieg somit selber zum bestgewerteten indischen Schachspieler auf. In dieser Frage spitzte es sich im Jahr 2024, in dem Erigaisi unter anderem das Stepan Avagyan Memorial und das Open Chess Menorca gewann, zwischenzeitlich zu einem Zweikampf mit D. Gukesh zu. Nach dem zwischenzeitlichen Aufstieg zum Weltranglistendritten im Oktober gelang Erigaisi im Dezember auch der Durchbruch der 2800-Elo-Marke. Er ist somit der erst 15. Spieler, dem dies gelang.
| Die zur Anzeige dieser Grafik verwendete Erweiterung wurde dauerhaft deaktiviert. Wir arbeiten aktuell daran, diese und weitere betroffene Grafiken auf ein neues Format umzustellen. (Mehr dazu) |